# Dorel Ioan Zăvoianu
Dorel Ioan Zăvoianu (n. 15 ianuarie 1943) este un deputat român în legislatura 2000-2004, ales în județul Arad pe listele partidului PSD.

## Legături externe
- Dorel Ioan Zăvoianu Arhivat în 21 iunie 2024, la Wayback Machine. la cdep.ro